# Hydrostatisches Gleitlager

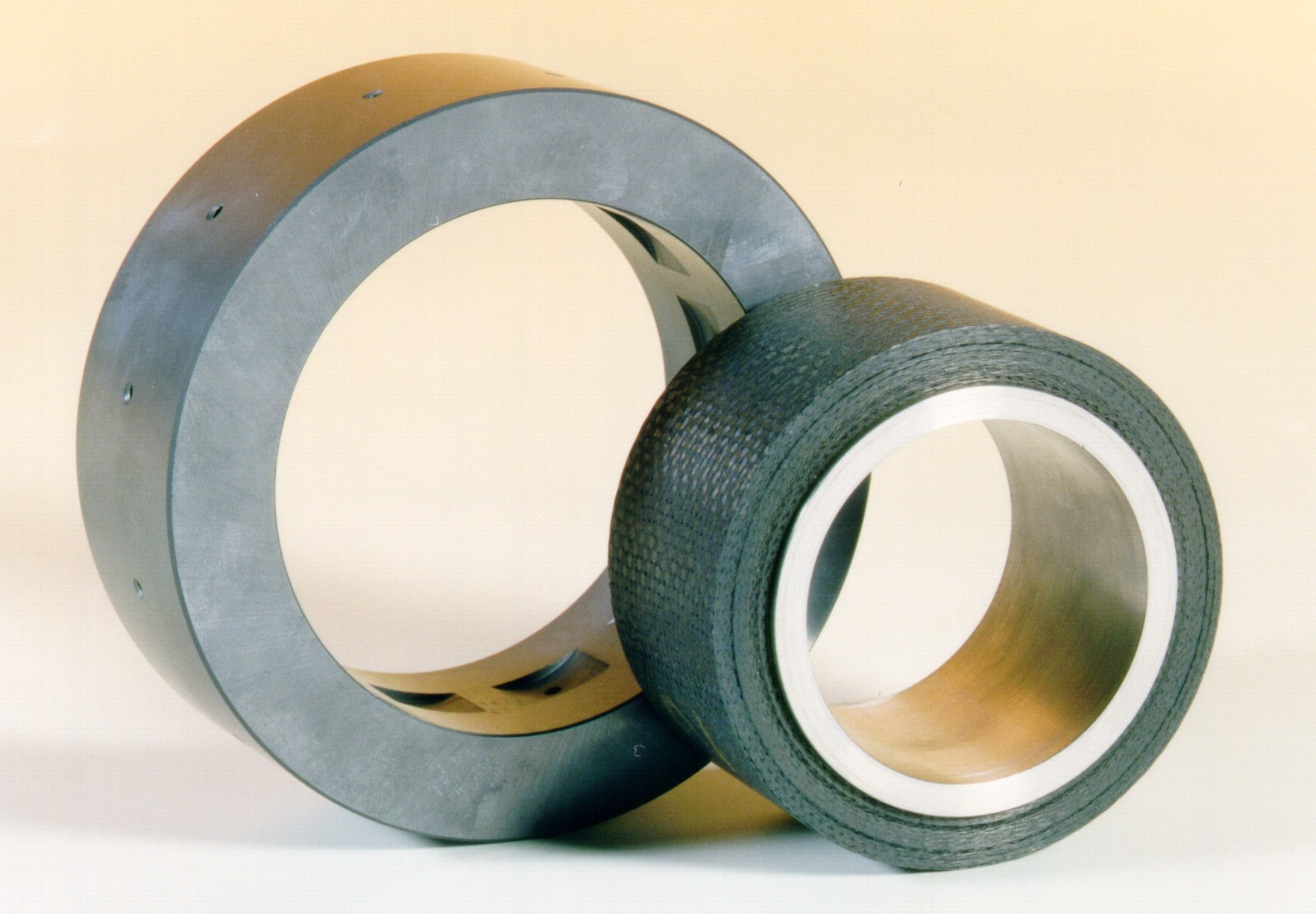
Komponenten eines hydrostatischen Gleitlagers.
Bild: MT Aerospace AG, Augsburg. Im Bild sind auf der Innenseite der Lagerbuchse die Schmiermitteltaschen zu erkennen, die durch radiale Bohrungen den Lagerspalt laufend mit Schmiermittel versorgen. Es handelt sich um ein keramisches Lager mit einer Buchse aus Siliciumcarbid. Auf der rotierenden Wellenseite ist eine Hülse aus faserverstärkter Keramik als Reibpartner aufgeschrumpft.

Ein hydrostatisches Gleitlager ist ein Lager, das im Maschinenbau häufig Verwendung findet. Es zeichnet sich durch einen aktiven Schmierstoffkreislauf aus, welcher mit einer externen Pumpe aufrechterhalten wird und der durch den Lagerspalt geführt wird.

## Funktion
Die Funktion beruht darauf, dass mittels einer externen Druckversorgung (Pumpe oder Gasdruckbehälter) fortwährend der flüssige oder gasförmige (Luftlager) Schmierstoff mit konstantem Druck über Einlasskanäle in Kammern (Schmiermitteltaschen) zwischen den Lagerflächen gepresst wird und diese dadurch stets durch einen dünnen Schmierfilm voneinander getrennt sind.
Um die Funktion auch bei einseitigen Belastungen des Lagers, z. B. bei Lasten auf die Achse eines Radiallagers, zu gewährleisten, wird der Schmierstoff an mehreren Stellen zugeführt. In den Einlasskanälen befindet sich jeweils eine Drossel. Der Spalt zwischen den Lagerflächen bildet technisch gesehen eine zweite variable Drossel. Bei einseitiger Belastung verkleinert sich z. B. auf der einen Seite der Lagerflächenspalt. Dadurch, dass der Schmiermitteldruck durch die Pumpe vor der Drossel konstant gehalten wird, erhöht sich somit der Druck zwischen Lagerflächenspalt und Drossel. Dieser Druck ist proportional der Belastung. Das Lager gleicht somit automatisch einseitige Belastungen aus.
Dadurch tritt Reibungsverlust nur durch die Scherkräfte der Flüssigkeit auf, die proportional zur Geschwindigkeit sind, mit der sich die Lagerflächen gegeneinander bewegen. Der Reibungskoeffizient ist damit sehr niedrig. Im Grenzfall verschwindender Relativgeschwindigkeit laufen hydrostatische Lager daher praktisch reibungsfrei; ein Stick-Slip-Effekt tritt nicht auf, da kein direkter Kontakt zwischen den Lagerflächen stattfindet. Dies ermöglicht hochgenaue Positionsregelungen im Sub-Mikrometerbereich.

## Vorteil
Im Gegensatz zum hydrodynamischen Gleitlager entfällt damit der beim Anfahren und Auslaufen durch die Mischreibung verursachte Gleitwiderstand, welcher mit erhöhtem Verschleiß des Lagers verbunden ist. Das Entfallen des Gleitwiderstandes führt zudem zu einer Vermeidung des Stick-Slip-Effektes (Losreißeffekt), der bei hochgenauen Stellbewegungen zu erhöhten Abweichungen führt. Ein weiterer Vorteil besteht in den sehr guten Dämpfungseigenschaften hydrostatischer Lagerungen.

## Anwendungen
Lager mit hohen Verfügbarkeitsraten, hohen Reibleistungen sowie unter widrigen Umgebungsbedingungen werden bevorzugt als hydrostatische Gleitlager ausgeführt.
Hauptanwendungsgebiete der hydrostatischen Gleitlager, welche als Linear- oder Rotationslager (Axial- oder Radiallager) gebaut werden können, sind hochpräzise Mess- und Werkzeugmaschinen oder Turbinen- oder Generatorlager in Kraftwerken.
In historischen zahnärztlichen Turbinen war die erste Generation luftgelagert. Der das Turbinenrad umgebende Luftstrom hielt dieses in seiner Position.

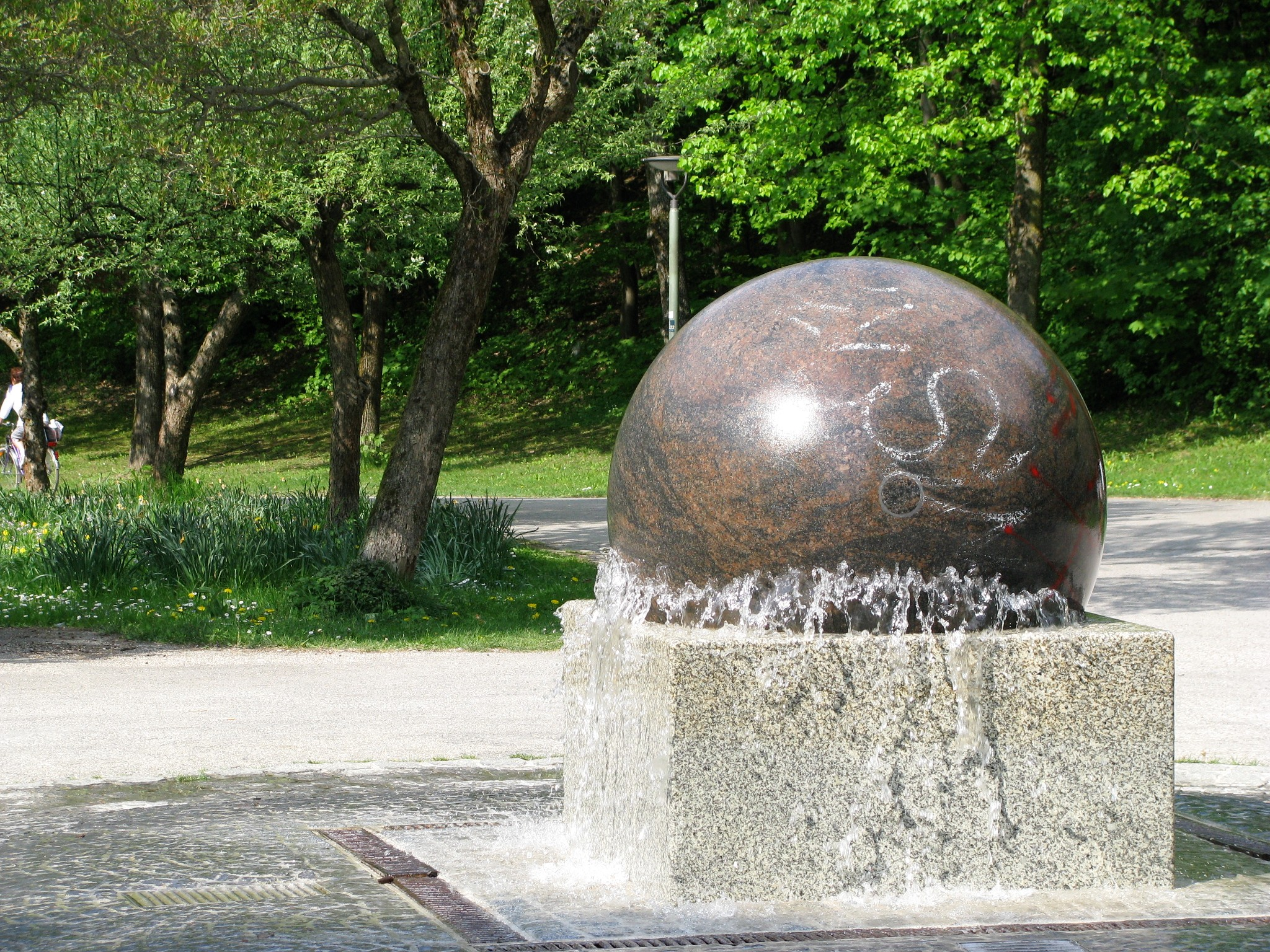
Kugelbrunnen von Christian Tobin

Als Kunstwerke gibt es Brunnen mit einer auf einem Wasserfilm gleitenden Steinkugel. Der erste Kugelbrunnen dieser Art wurde 1983 von Christian Tobin (noch als Christian Mayer) für den Münchner Westpark geschaffen.